# Wanchese
Wanchese is een plaats (census-designated place) in de Amerikaanse staat North Carolina, en valt bestuurlijk gezien onder Dare County.

## Demografie
Bij de volkstelling in 2000 werd het aantal inwoners vastgesteld op 1527.

## Geografie
Volgens het United States Census Bureau beslaat de plaats een oppervlakte van
14,1 km², waarvan 12,1 km² land en 2,0 km² water. Wanchese ligt op ongeveer 2 m boven zeeniveau.

## Plaatsen in de nabije omgeving
De onderstaande figuur toont nabijgelegen plaatsen in een straal van 32 km rond Wanchese.